# Condado de Barnes
O Condado de Barnes é um dos 53 condados do estado norte-americano da Dakota do Norte. A sede do condado é Valley City, e sua maior cidade é Valley City. O condado possui uma área de 3 919 km² (dos quais 56 km² estão cobertos por água), uma população de 11 775 habitantes, e uma densidade populacional de 3 hab/km² (segundo o censo nacional de 2000). O condado foi fundado em 1872. Seu nome original era Burbank. Em 1874, o condado foi renomeado para seu atual nome, em homenagem ao juiz Alanson H. Barnes.